# Me gusta (canción de Inna)
«Me gusta» es una canción grabada por la cantante rumana Inna. Escrita por ella y producida por David Ciente, la pista fue lanzada como sencillo para su descarga digital el 14 de febrero de 2018 por Roton y Empire Music Management. «Me gusta» es una canción en español que incorpora producción electrónica, con un crítico notando un sonido de estilo asiático en ella. Líricamente, Inna discute sobre la presencia de un hombre y sus habilidades de baile
«Me gusta» ha recibido reseñas positivas por parte de los críticos de música, quienes elogiaron su estilo pegadizo y su producción. Un video musical de acompañamiento para la canción fue subido al canal oficial de Inna en YouTube el 13 de febrero de 2018, recibiendo críticas positivas. Filmado por Barna Nemethi, el videoclip muestra a la cantante interpretando la canción en las calles de Bucarest y Barcelona. Antes del lanzamiento del sencillo, Inna interpretó «Me gusta» en la estación de radio rumana Radio ZU. Comercialmente, alcanzó el puesto número 89 en Rumania.

## Composición y lanzamiento
«Me gusta» fue escrita únicamente por Inna, mientras que la producción fue manejada por David Ciente. La cantante trabajó previamente con Ciente en «Gimme Gimme» (2017) y «Ruleta» (2017). Es una canción en español que incorpora ritmos electrónicos. David Moreno de 20 Minutos escribió que «Me gusta» fue influenciada por la música asiática. Líricamente, la pista se centra en que «a Inna le gusta este chico cuando está bailando, y ella no se ha sentido así por él durante algún tiempo, y su baile siempre la anima», como lo señaló un crítico.
«Me gusta» fue lanzado como sencillo digital el 14 de febrero de 2018 en el Día de San Valentín por Roton y Empire Music Management. Los fanáticos y las publicaciones originalmente esperaban que fuera lanzado antes de «Ruleta», debido a una presentación en vivo en la estación de radio rumana Radio ZU en abril de 2017.

## Recepción
Tras su lanzamiento, «Me gusta» ha recibido reseñas positivas por parte de los críticos de música. Europa FM señaló la naturaleza veraniega y pegadiza de la canción, mientras que Filip Stan de România TV predijo su éxito comercial. Jonathan Currinn, quien escribió para CelebMix, elogió las letras de la canción: «Estas letras son dignas de cantar de principio a fin y hacen que todos los oyentes deseen poder cantar esta canción con toda la fuerza». Kevin Apaza de Direct Lyrics aplaudió la producción de «Me gusta», su sonido veraniego y su estilo, pero criticó su composición. También sugirió que la pista debería haber sido lanzada durante la temporada de verano para que se ajuste a su mensaje. Aunque no le gustó la canción del todo al escucharla por primera vez, Moreno de 20 Minutos alabó su sonido y la voz «impertinente» de la cantante, y notó la «calidez» de la pista.

## Video musical
Un video musical de acompañamiento para «Me gusta» fue subido al canal oficial de Inna en YouTube el 13 de febrero de 2018. Fue filmado en Bucarest, Rumania y en Barcelona, España por Barna Nemethi, con quien la cantante colaboró previamente en los videoclips para «Good Time» (2014), «Yalla» (2016) y «Ruleta». Marius Apopei y John Perez fueron acreditados como los directores de fotografía, mientras que Anca Buldur y Adonis Enache se encargaron del maquillaje y los peinados, respectivamente. La ropa fue proporcionada por RD Styling, incluyendo un chaleco con huellas de animales y zapatos con plataforma.
El video musical fue bien recibido por los críticos. Apaza de Direct Lyrics elogió su ambiente veraniego y describió su trama: «En el video se ve a la cantante de pop rumana pasando el día en una ciudad costera cerca del puerto, el paseo marítimo y paseando por algunas calles pintorescas». Currinn de CelebMix escribió: «Teniendo en cuenta el contenido de las letras, sólo podíamos haber esperado un video musical de coreografía completa, en lugar de eso, conseguimos la imagen sensual de Inna, donde se suelta y se divierte delante de la cámara». Currinn elogió aún más el estilo y la moda del videoclip, y lo vio como una respuesta a las críticas dirigidas al aumento de peso de Inna. 24 horas después de su lanzamiento, el video reunió casi un millón de reproducciones en YouTube, seguido por dos millones en cuatro días.

## Formatos
- Descarga digital[5]

| Me gusta — Single |            |          |  |
| N.º               | Título     | Duración |  |
| 1.                | «Me gusta» | 3:54     |  |

## Personal
Créditos adaptados de InfoMusic y YabbMusic.
Créditos técnicos y de composición
- Elena Alexandra Apostoleanu – voz principal, compositora
- David Ciente – productor ejecutivo

Créditos visuales
- Marius Apopei – director de fotografía
- Anca Buldur – maquillista
- Adonis Enache – estilista
- Barna Nemethi – director del video musical
- John Perez – director de fotografía
- RDStyling – vestimenta

## Posicionamiento en listas
| Rumania | Airplay 100 | 89 |

## Historial de lanzamiento
| Región | Fecha                 | Formato(s)       | Discográfica   |
| ------ | --------------------- | ---------------- | -------------- |
| Mundo  | 14 de febrero de 2018 | Descarga digital | Roton • Empire |